# Фелхајм
Фелхајм (њем. Fellheim) општина је у њемачкој савезној држави Баварска. Једно је од 52 општинска средишта округа Унтералгој. Према процјени из 2010. у општини је живјело 1.148 становника. Посједује регионалну шифру (AGS) 9778139.

## Географски и демографски подаци
Фелхајм се налази у савезној држави Баварска у округу Унтералгој. Општина се налази на надморској висини од 566 метара. Површина општине износи 5,1 km². У самом мјесту је, према процјени из 2010. године, живјело 1.148 становника. Просјечна густина становништва износи 226 становника/km².

## Међународна сарадња
| Мјесто | Држава   | Врста сарадње | Од    |
| ------ | -------- | ------------- | ----- |
| Липо   | Мађарска | контакт       | 2000. |
| Извор  |          |               |       |